# Bogdan Trif
Bogdan Gheorghe Trif (ur. 28 kwietnia 1977 w Sybinie) – rumuński polityk i urzędnik, w latach 2018–2019 minister turystyki, deputowany.

## Życiorys
Ukończył studia pierwszego stopnia z inżynierii rolnictwa (2001) oraz prawa (2012) na Universitatea „Lucian Blaga” din Sibiu. Na tej samej uczelni uzyskał także magisterium z ekologii oraz bezpieczeństwa i higieny pracy. Początkowo pracował jako inżynier w spółce prawa handlowego. Od 2004 do 2016 zatrudniony w Agenția Națională pentru Protecția Mediului w Sybinie, instytucji państwowej zajmującej się ochroną środowiska; doszedł do stanowiska dyrektora wykonawczego. Od 2016 pełnił funkcję komisarza generalnego w ramach Garda Națională de Mediu, instytucji także zajmującej się sprawami środowiskowymi.
Zaangażował się w działalność polityczną w ramach Partii Socjaldemokratycznej, od 2017 kierował jej strukturami w Sybinie. 29 stycznia 2018 powołany na stanowisko ministra turystyki w rządzie Vioriki Dăncili. Zakończył pełnienie tej funkcji w listopadzie 2019 wraz z całym gabinetem. W 2020 wybrano go do Izby Deputowanych (reelekcja w 2024).
Jest żonaty.